# Homofobija
Homofobija (od grč. homós što znači isti, jednako i phóbos što znači strah) je termin koji označuje različite negativne stavove i osjećaje prema homoseksualnim osobama i osobama koje su percipirane kao homoseksualne, a što uključuje strah, averziju, predrasude, mržnju i slično.
Termin "homofobija" koristi se u različitim pravnim dokumentima, prije svega u aktima koje donose tijela Europskog parlamenta, od kojih je vjerojatno najznačajnija Rezolucija Europskog parlamenta o borbi protiv homofobije u Europi iz 2012. god.
Djelovanjem organizacija za prava LGBT osoba u razdoblju nakon II. svjetskog rata, te podrškom koju su pružili mnogi članovi znanstvene zajednice, medijski i politički radnici, stav prema homoseksualnosti je u zemljama zapadnog civilizacijskog kruga uvelike modificiran.
Postoje kritike samog termina "homofobija", najčešće zbog riječi -fobija koja se koristi za označavanje straha od nečega. Predloženi su razni alternativni termini koji bi bolje opisivali pojavu opisanu terminom "homofobija" ili koji ne uključuju riječ fobija.

## Vrste homofobije

### Institucionalizirana homofobija
Institucionalizirana homofobija je termin kojim se opisuju "brojni načini kojima vlada, poslovni sektor, vjerske i strukovne organizacije sistematski diskriminiraju na temelju seksualne orijentacije ili identiteta". Nakon što je ruska Duma (donji dom parlamenta) 2013. godine s 436 glasova "za" i niti jednim glasom "protiv" izglasala zakon kojim se zabranjuje tzv. "homoseksualna propaganda", Human Rights Watch je tu instituciju optužio za homofobiju. Vrlo uspješni holivudski glumci i deklarirani homoseksualci, Rupert Everett i Richard Chamberlain, 2010. godine optužili su cjelokupnu filmsku industriju u Holywoodu za institucionalnu homofobiju.

#### Državno-podržana homofobija
██ Smrtna kazna
██ Kazna i do doživotnog zatvora
██ Zatvorska kazna
██ Kazne su propisane, ali ne i provođene
Državno-podržana homofobija uključuje kriminalizaciju i kažnjavanje homoseksualnosti, kao i govor mržnje državnih službenika usmjeren prema LGBT osobama. Primjerima institucionalizirane homofobije smatraju se zakoni u 74 država svijeta koji kriminaliziraju homoseksualnost.
U Velikoj Britaniji je do 1967. godine bila za prakticiranje homoseksualnih čina predviđena (te nerijetko i primjenjivana) zatvorska kazna do 10 godina zatvora; u bivšoj britanskoj koloniji (do 1960. god.) Nigeriji, homoseksualnost je i danas kazneno djelo, a od 2013. godine je za organiziranje grupa koje bi se zalagale za ljudska prava LGBT osoba predviđene kazne do čak 14 godina zatvora. Slični zakoni postoje danas u velikom dijelu svijeta.

#### Stavovi religija
Mnoge svjetske religije sadrže učenja koja se protive homoseksualnosti, dok druge imaju ambivalentne i neutralne odnose prema njoj ili ju smatraju trećim rodom. Unutar religija koje se u pravilu protive homoseksualnosti mogu se pojaviti religijske denominacije koje ju prihvaćaju ili čak provode istospolne brakove.

##### Kršćanstvo i Biblija
Biblija, posebno Stari zavjet, sadrži ulomke koji se uglavnom interpretiraju kao osuđivanje homoseksualnosti. Kršćani i Židovi često citiraju takve ulomke kao argument protiv homoseksualnosti, istospolnog braka i sličnih tema, iako je povijesni kontekst i interpretacija istih kompleksna. Primjeri takvih ulomaka su priča o uništenju Sodome i Gomore i 22. redak osamnaestog poglavlja Levitskog zakonika ("Ne lijegaj s muškarcem kako se liježe sa ženom! To bi bila grozota."). Akademske debate o interpretaciji tih i sličnih ulomaka često se fokusiraju na njihovo smještanje unutar odgovarajućeg povijesnog konteksta.
Službeno učenje Katoličke crkve jest da se homoseksualno ponašanje ne smije izražavati.

##### Islam i šerijat
U nekim je slučajevima razlika između religijske i državno-podržane homofobije nejasna. Primjer toga su teritoriji pod islamskim autoritetom. Sve velike islamske sekte zabranjuju homoseksualnost. Prema šerijatskom pravu homoseksualnost je zločin i takvim se smatra u većini muslimanskih država. Na primjer, u Afganistanu homoseksualnost je kažnjiva smrtnom kaznom pod talibanskom vlašću. 

### Društvena homofobija
Kulturalna, kolektivna ili društvena homofobija se odnosi na društvene norme i standarde koji diktiraju uvjerenje kako je biti heteroseksualan bolje ili moralnije nego biti lezbijke, gejevi i biseksualke/ci te da svatko jest ili bi trebao biti heteroseksualan. Za kulturalnu homofobiju koristi se i naziv heteroseksizam.

### Internalizirana homofobija
Internalizirana homofobija odnosi se na negativnu percepciju, predrasude i neprihvaćanje vlastite seksualnosti homoseksualne osobe.

### Povezani termini
- Heteroseksizam - termin kojim označuje pristup i stav koji promovira heteroseksualnost kao jedini legitimni oblik ljudske seksualnosti.[19]
- Heterofobija - termin koji označuje otvorenu mržnju i averziju prema heteroseksualnim osobama. Heterofobima se uvriježilo nazivati osobe koje javno istupaju koristeći govor mržnje te pokazuju otvorenu averziju prema "ljudima koji vjeruju da postoji jedino heteroseksualnost", nastojeći na taj način biti pandan homofobima.[20]

## Homofobija i žene
Društvenu osudu lezbijstva u povijesnim izvorima ne nalazimo, u principu stoga što je prakticiranje seksualnog čina između dvije žene bilo rijetko, a povijesna društva rijetko su bila upoznata sa ženskom homoseksualnošću, te su često odbacivali mogućnost postojanja te vrste seksualnosti ili njenu valjanost. Nakon što je heteroseksualni dio stanovništva postao svjestan postojanja lezbijske zajednice, na njega se po analogiji širio stav koji je odranije postojao prema muškoj homoseksualnosti.[nedostaje izvor]

## Kritike termina i njegova značenja

### Alternativni termini
Predloženi su razni alternativni termini za opisivanje predrasuda i diskriminacije LGBT osoba koji bolje opisuju pojavu ili ne uključuju riječ "fobija".

### Pristrano korištenje termina
Neki kritičari termina "homofobija" često prigovaraju da je sam termin politička etiketa kojom se nastoji diskreditirati političke protivnike i/ili argumentiraju da psihološka i psihijatrijska struka ne poznaju psihičku bolest s takvim nazivom, te da se kod ljudi nesklonih homoseksualcima ne vidi nikakvog straha od homoseksualaca - što bi bio preduvjet da se govori o fobiji. Vodeća svjetska novinska agencija "Associated Press" 2012. godine je predložila svojim suradnicima prestanak korištenja riječi "fobija" u "političkom i društvenom kontekstu", što dovodi do smanjenja korištenja termina kao što su "homofobija" i "islamofobija" u AP-ovim publikacijama. Kao neutralniju alternativu, AP je predložio termin "anti-gay".

## Vanjske poveznice
- Đurđa Knežević: Homofobija  Arhivirana inačica izvorne stranice od 26. srpnja 2007. (Wayback Machine)